# Фархад Маджіді
Фархад Маджіді Гадіколаеї (перс. فرهاد مجیدی قادیکلایی‎; нар. 3 червня 1976, Тегеран, Іран) — іранський футболіст та футбольний тренер.
За період виступів у «Естеґлалі» відомий як атакувальний півзахисник. Футбольну кар'єру розпочав у «Бахмані», також виступав в Австрії, ОАЕ та Катарі. З 1996 по 2011 рік викликався до табору національної збірної Ірану, проте її регулярним гравцем не був, через що зіграв невелику кількість матчів. У 2010 році був серед номінантів на звання Футболіст року в Азії, проте за підсумками голосування посів друге місце.

## Клубна кар'єра
Провів декілька сезонів в «Естеґлалі», завдяки вдалим виступам за цей клуб отримав запрошення австрійського «Рапіда», де провів один сезон. Проте довготривалого контракту австійці Фархаду не запропонували, тому вони не перешкоджали переходу Маджіді до еміратського «Аль-Васла».
У чемпіонаті ОАЕ разом зі своїм співвітчизником Алірезою Вахеднікбахтом відзначився декількома голами в лізі та допоміг «Аль-Васлу» очолити турнірну таблицю чемпіонату. Проте після цього отримав травму, через яку змушений був пропустити декілька матчів. Одним з важливих моментів у кар'єрі Фархада була короткотермінова оренда в «Аль-Айн». Маджиді став однією з головних зірок півфінального поєдинку Ліги чемпіонів АФК 2002/03 проти «Далянь Шиде». Його гол допоміг «Аль-Айну» вийти до фіналу турніру, в якому команда завоювала свій перший міжнародний трофей.
За 5 років, проведених в «Аль-Васлі», відзначився понад 100 голами. У 2006 році залишив «Аль-Васл» та приєднався до іншого еміратського клубу, «Ан-Наср».
10 лютого 2007 року підписав контракт до завершення сезону з «Аль-Аглі». По завершенні договору уклав угоду на один сезон з «Естеґлалем». Після цього продовжив з клубом контракт ще на два роки. У сезоні 2008/09 років виступав переважно на позиції атакувального півзахисника, за підсумками вище вказаного сезону «Естеґлал» виграв чемпіонат. Сезон 2009/10 років став одним з найкращих у кар'єрі Маджіді, він став найкращим бомбардиром команди та одним з найкращих бомбардирів Ліги чемпіонів АФК.
21 грудня 2011 року через особисті проблеми залишив та приєднався до катарського «Аль-Гарафа». В команді виступав до 1 липня 2012 року. Фархад оголосив про завершення кар'єри футболіста 28 вересня 2012 року, коли термін його чинного контракту з клубом завершиться, проте після прохання вболівальників та керівництва «Естеглала» відклав намір завершити кар'єру й 18 грудня 2012 року підписав з клубом новий 1,5-річний контракт. Після цього разом з командою виграв чемпіонський титул та відзначився 6-а голами. Зрештою, завершив кар'єру футболіста 29 жовтня 2013 року, коли «Естеглалу» не вдалося вийти до фіналу Ліги чемпіонів АФК 2013.

## Кар'єра в збірній
Дебютував у збірній Ірані в грудні 1996 року в поєдинку Кубку Азії проти Саудівської Аравії. Періодично й надалі викликався до збірної, проте до приходу Бранко Іванковича регулярним гравцем збірної не був, після чого почав стабільно грати за національну команду. Проте й Бранко Іванкович здебільшого тримав Фархада на лаві для запасних, віддаючи перевагу Алі Даеї та Арашу Борхані. Внаслідок чого в 2004 році, напередодні старту «Команди Меллі» в Кубку Азії 2004. Також Іран поступився збірній Йорданії в Тегерані в рамках кваліфікації чемпіонату світу 2006 року, в обох матчах Фархад залишився на лаві для запасних. Напередодні початку чемпіонату світу 2006 року декілька разів викликався до національної команди, проте на футбольне поле не виходив. У 2006 та 2009 роках Маджиді викликали Амір Галеной та Афшин Готбі для участі кваліфікаційних матчах Кубку Азії 2007 та 2011 років, в яких атакувальний півзахисник виходив на поле з лави для запасних. За три місяці до старту Кубку Азії 2011 року викликався на декілька товариських матчів збірної, після чого вирішив оголосити про завершення кар'єри. 23 серпня 2011 року Карлуш Кейрош викликав Фархада Маджіді. Таким чином, Фархад став найстаршим гравцем збірної Ірану (оскільки викликався до команди з 1996 року), проте в її складі більше не зіграв жодного поєдинку. Фархад Маджіді та капітан «Персеполіса», Алі Карімі, вважалися найбільшими улюбленцями вболівальників збірної в кваліфікації чемпіонату світу 2014 року. 27 вересня 2011 року Маджіді оголосив про завершення кар'єри в збірній.

## Статистика виступів

### Клубна
| 1995–96                    | «Бахман»                   | Ліга Азадеган              |      |      |                    |                    |        |        |         |         |         |         |         |         |         |         |         |         |         |         |         |         |         |         |         |         |         |         |         |         |
| 1996–97                    | «Бахман»                   | Ліга Азадеган              | 19   | 7    |                    |                    | –      | –      |         | 7       |         |         |         |         |         |         |         |         |         |         |         |         |         |         |         |         |         |         |         |         |
| 1997–98                    | «Естеґлал»                 | Ліга Азадеган              |      | 5    |                    | 0                  | –      | –      |         | 5       |         |         |         |         |         |         |         |         |         |         |         |         |         |         |         |         |         |         |         |         |
| 1998–99                    | «Естеґлал»                 | Ліга Азадеган              |      | 6    |                    | 0                  |        | 1      |         | 7       |         |         |         |         |         |         |         |         |         |         |         |         |         |         |         |         |         |         |         |         |
| 1999–00                    | «Естеґлал»                 | Ліга Азадеган              | 14   | 4    |                    | 0                  |        | 7      |         | 11      |         |         |         |         |         |         |         |         |         |         |         |         |         |         |         |         |         |         |         |         |
| Австрія                    | Австрія                    | Австрія                    | Ліга | Ліга | Кубок Австрії      | Кубок Австрії      | Європа | Європа | Загалом | Загалом | Загалом | Загалом | Загалом | Загалом | Загалом | Загалом | Загалом | Загалом | Загалом | Загалом | Загалом | Загалом | Загалом | Загалом | Загалом | Загалом | Загалом | Загалом | Загалом | Загалом |
| 1999–00                    | «Рапід» (Відень)           | Бундесліга                 | 12   | 2    | 0                  | 0                  | 0      | 0      | 12      | 2       |         |         |         |         |         |         |         |         |         |         |         |         |         |         |         |         |         |         |         |         |
| Іран                       | Іран                       | Іран                       | Ліга | Ліга | Кубок Хазфі        | Кубок Хазфі        | Азія   | Азія   | Загалом | Загалом |         |         |         |         |         |         |         |         |         |         |         |         |         |         |         |         |         |         |         |         |
| 2000–01                    | «Естеґлал»                 | Ліга Азадеган              | 3    | 4    |                    | 0                  |        | 2      |         | 6       |         |         |         |         |         |         |         |         |         |         |         |         |         |         |         |         |         |         |         |         |
| Об'єднані Арабські Емірати | Об'єднані Арабські Емірати | Об'єднані Арабські Емірати | Ліга | Ліга | Кубок Президента   | Кубок Президента   | Азія   | Азія   | Загалом | Загалом |         |         |         |         |         |         |         |         |         |         |         |         |         |         |         |         |         |         |         |         |
| 2000–01                    | «Аль-Васл»                 | Про-ліга ОАЕ               |      | 14   |                    |                    | –      | –      |         |         |         |         |         |         |         |         |         |         |         |         |         |         |         |         |         |         |         |         |         |         |
| 2001–02                    | «Аль-Васл»                 | Про-ліга ОАЕ               |      | 11   |                    |                    | –      | –      |         |         |         |         |         |         |         |         |         |         |         |         |         |         |         |         |         |         |         |         |         |         |
| Іран                       | Іран                       | Іран                       | Ліга | Ліга | Кубок Хазфі        | Кубок Хазфі        | Азія   | Азія   | Загалом | Загалом |         |         |         |         |         |         |         |         |         |         |         |         |         |         |         |         |         |         |         |         |
| Об'єднані Арабські Емірати | Об'єднані Арабські Емірати | Об'єднані Арабські Емірати | Ліга | Ліга | Кубок Президента   | Кубок Президента   | Азія   | Азія   | Загалом | Загалом |         |         |         |         |         |         |         |         |         |         |         |         |         |         |         |         |         |         |         |         |
| 2002–03                    | «Аль-Васл»                 | Про-ліга ОАЕ               |      | 12   |                    |                    | –      | –      |         |         |         |         |         |         |         |         |         |         |         |         |         |         |         |         |         |         |         |         |         |         |
| 2002–03                    | → «Аль-Айн»                | Про-ліга ОАЕ               | –    | –    | –                  | –                  | 4      | 1      | 4       | 1       |         |         |         |         |         |         |         |         |         |         |         |         |         |         |         |         |         |         |         |         |
| 2003–04                    | «Аль-Васл»                 | Про-ліга ОАЕ               | 15   | 13   |                    |                    | –      | –      |         |         |         |         |         |         |         |         |         |         |         |         |         |         |         |         |         |         |         |         |         |         |
| 2004–05                    | «Аль-Васл»                 | Про-ліга ОАЕ               |      | 14   |                    |                    | –      | –      |         |         |         |         |         |         |         |         |         |         |         |         |         |         |         |         |         |         |         |         |         |         |
| 2005–06                    | «Аль-Васл»                 | Про-ліга ОАЕ               |      | 5    |                    |                    | –      | –      |         |         |         |         |         |         |         |         |         |         |         |         |         |         |         |         |         |         |         |         |         |         |
| 2005–06                    | → «Аль-Аглі»               | Про-ліга ОАЕ               |      | 6    |                    |                    | –      | –      |         |         |         |         |         |         |         |         |         |         |         |         |         |         |         |         |         |         |         |         |         |         |
| 2006–07                    | «Ан-Наср»                  | Про-ліга ОАЕ               | 15   | 2    |                    | 1                  | –      | –      |         |         |         |         |         |         |         |         |         |         |         |         |         |         |         |         |         |         |         |         |         |         |
| 2006–07                    | → «Аль-Аглі»               | Про-ліга ОАЕ               | 5    | 1    | 3                  | 0                  | –      | –      | 8       | 1       |         |         |         |         |         |         |         |         |         |         |         |         |         |         |         |         |         |         |         |         |
| Іран                       | Іран                       | Іран                       | Ліга | Ліга | Кубок Хазфі        | Кубок Хазфі        | Азія   | Азія   | Загалом | Загалом |         |         |         |         |         |         |         |         |         |         |         |         |         |         |         |         |         |         |         |         |
| 2007–08                    | «Естеґлал»                 | Про-ліга Перської затоки   | 22   | 7    | 6                  | 2                  | –      | –      | 28      | 9       |         |         |         |         |         |         |         |         |         |         |         |         |         |         |         |         |         |         |         |         |
| 2008–09                    | «Естеґлал»                 | Про-ліга Перської затоки   | 23   | 3    | 2                  | 1                  | 5      | 0      | 30      | 4       |         |         |         |         |         |         |         |         |         |         |         |         |         |         |         |         |         |         |         |         |
| 2009–10                    | «Естеґлал»                 | Про-ліга Перської затоки   | 30   | 11   | 1                  | 1                  | 6      | 5      | 37      | 17      |         |         |         |         |         |         |         |         |         |         |         |         |         |         |         |         |         |         |         |         |
| 2010–11                    | «Естеґлал»                 | Про-ліга Перської затоки   | 26   | 10   | 2                  | 1                  | 6      | 5      | 34      | 16      |         |         |         |         |         |         |         |         |         |         |         |         |         |         |         |         |         |         |         |         |
| 2011–12                    | «Естеґлал»                 | Про-ліга Перської затоки   | 16   | 9    | 2                  | 0                  | 0      | 0      | 18      | 9       |         |         |         |         |         |         |         |         |         |         |         |         |         |         |         |         |         |         |         |         |
| Катар                      | Катар                      | Катар                      | Ліга | Ліга | Кубок Еміра Катару | Кубок Еміра Катару | Азія   | Азія   | Загалом | Загалом |         |         |         |         |         |         |         |         |         |         |         |         |         |         |         |         |         |         |         |         |
| 2011–12                    | «Аль-Гарафа»               | Ліга зірок Катару          | 13   | 7    | 3                  | 1                  | 5      | 0      | 21      | 8       |         |         |         |         |         |         |         |         |         |         |         |         |         |         |         |         |         |         |         |         |
| Іран                       | Іран                       | Іран                       | Ліга | Ліга | Кубок Хазфі        | Кубок Хазфі        | Азія   | Азія   | Загалом | Загалом |         |         |         |         |         |         |         |         |         |         |         |         |         |         |         |         |         |         |         |         |
| 2012–13                    | «Естеґлал»                 | Про-ліга Перської затоки   | 11   | 3    | 1                  | 0                  | 10     | 3      | 22      | 6       |         |         |         |         |         |         |         |         |         |         |         |         |         |         |         |         |         |         |         |         |
| 2013–14                    | «Естеґлал»                 | Про-ліга Перської затоки   | 10   | 4    | 0                  | 0                  | 0      | 0      | 10      | 4       |         |         |         |         |         |         |         |         |         |         |         |         |         |         |         |         |         |         |         |         |
| Загалом                    | Іран                       | Іран                       |      | 73   |                    | 5                  |        | 23     |         | 101     |         |         |         |         |         |         |         |         |         |         |         |         |         |         |         |         |         |         |         |         |
| Загалом                    | Австрія                    | Австрія                    | 12   | 2    | 0                  | 0                  | 0      | 0      | 12      | 2       |         |         |         |         |         |         |         |         |         |         |         |         |         |         |         |         |         |         |         |         |
| Загалом                    | Об'єднані Арабські Емірати | Об'єднані Арабські Емірати |      | 78   |                    |                    | 4      | 1      |         | 79      |         |         |         |         |         |         |         |         |         |         |         |         |         |         |         |         |         |         |         |         |
| Загалом                    | Катар                      | Катар                      | 13   | 7    | 3                  | 1                  | 5      | 0      | 21      | 8       |         |         |         |         |         |         |         |         |         |         |         |         |         |         |         |         |         |         |         |         |
| Усього за кар'єру          |                            |                            |      |      |                    |                    |        |        |         |         |         |         |         |         |         |         |         |         |         |         |         |         |         |         |         |         |         |         |         |         |

- Гольові передачі

| Сезон   | Команда      | Асисти |
| ------- | ------------ | ------ |
| 2007–08 | «Естеґлал»   | 2      |
| 2008–09 | «Естеґлал»   | 3      |
| 2009–10 | «Естеґлал»   | 2      |
| 2010–11 | «Естеґлал»   | 5      |
| 2011–12 | «Естеґлал»   | 9      |
| 2011–12 | «Аль-Гарафа» | 5      |
| 2012–13 | «Естеґлал»   | 1      |
| 2013–14 | «Естеґлал»   | 1      |

### Голи за збірну
Рахунок та результат збірної Ірану в таблиці подано на першому місці.
| #  | Дата              | Місце                         | Суперник   | Рахунок | Результат | Змагання                     |
| -- | ----------------- | ----------------------------- | ---------- | ------- | --------- | ---------------------------- |
| 1  | 4 червня 1997     | Аббасиїн, Дамаск              | Киргизстан | 4–0     | 7–0       | кваліфікація ЧС 1998         |
| 2  | 16 серпня 2000    | Азаді, Тегеран                | Грузія     | 2–1     | 2–1       | Товариський матч             |
| 3  | 1 вересня 2000    | Ернст-Гаппель-Штадіон, Відень | Австрія    | 1–0     | 1–5       | Товариський матч             |
| 4  | 24 листопада 2000 | Тахті, Тебриз                 | Гуам       | 1–0     | 19–0      | кваліфікація ЧС 2002         |
| 5  | 24 листопада 2000 | Тахті, Тебриз                 | Гуам       | 16–0    | 19–0      | кваліфікація ЧС 2002         |
| 6  | 24 листопада 2000 | Тахті, Тебриз                 | Гуам       | 18–0    | 19–0      | кваліфікація ЧС 2002         |
| 7  | 17 листопада 2002 | Сабах Аль-Салем, Ель-Кувейт   | Кувейт     | 3–1     | 3–1       | Товариський матч             |
| 8  | 15 серпня 2003    | Азаді, Тегеран                | Камерун    | 2–1     | 4–1       | Товариський матч             |
| 9  | 26 вересня 2003   | Аль-Гассан, Амман             | Йорданія   | 2–1     | 2–3       | кваліфікація Кубку Азії 2004 |
| 10 | 21 червня 2004    | Азаді, Тегеран                | Сирія      | 7–1     | 7–1       | Чемпіонат ВАФФ 2004          |

### Статистика тренера
Станом на 20 травня 2019
| Команда                           | З              | По            | Досягнення | Досягнення | Досягнення | Досягнення | Досягнення | Досягнення | Досягнення | Досягнення |
| Команда                           | З              | По            | Іг         | В          | Н          | П          | ЗМ         | ПМ         | РМ         | % Перемог  |
| --------------------------------- | -------------- | ------------- | ---------- | ---------- | ---------- | ---------- | ---------- | ---------- | ---------- | ---------- |
| «Естеґлал» (виконувач обов'язків) | 29 квітня 2019 | 1 червня 2019 | 5          | 3          | 2          | 0          | 9          | 5          | +4         | 60,00      |
| Іран U-23                         | 10 червня 2019 | 6 жовтня 2019 | 2          | 0          | 0          | 2          | 1          | 5          | −4         | 00.00      |
| «Естеґлал»                        | 2 січня 2020   | Теперішій час | 4          | 3          | 1          | 0          | 12         | 3          | +9         | 75,00      |
| Загалом                           | Загалом        | Загалом       | 11         | 6          | 3          | 2          | 22         | 13         | —          | 54,55      |

## Досягнення

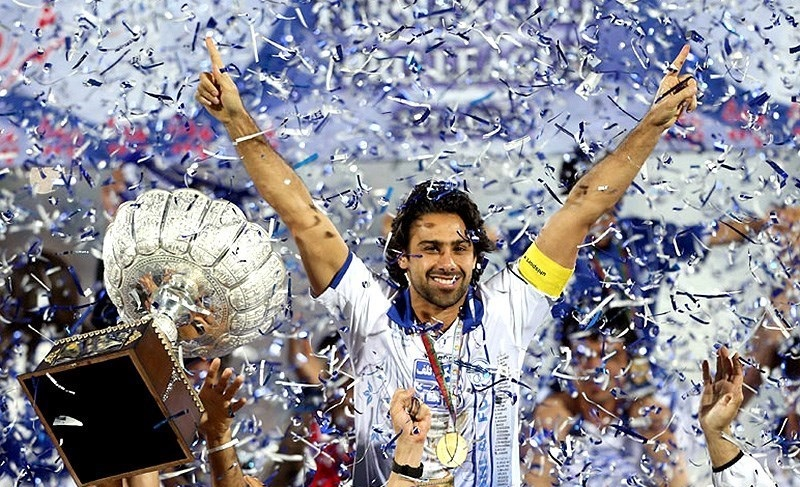
Фархад Маджіді під час святкування «Естеґлалем» титулу переможця ІПЛ

### Клубні
«Естеґлал»
- Ліга чемпіонів АФК
  -  Фіналіст (1): 1998/99

- Про-ліга Перської затоки
  -  Чемпіон (3): 1997/98, 2008/09, 2012/13
  -  Срібний призер (1): 2010/11

- Кубок Хазфі
  -  Володар (1): 2007/08
  -  Фіналіст (1): 1998/99

«Аль-Айн»
- Ліга чемпіонів АФК
  -  Володар (1): 2002/03

«Аль-Аглі»
- Про=ліга ОАЕ
  -  Чемпіон (1): 2005/06

«Аль-Гарафа»
- Кубок Еміра Катару
  -  Володар (1): 2012

### Національна збірна
- Чемпіонат Федерації футболу Західної Азії
  -  Володар (1): 2004